# پولوم (ناحیه پرروف)
پولوم (به چکی: Polom) یک منطقهٔ مسکونی در جمهوری چک است که در ناحیه پرروف واقع شده‌است. پولوم ۸٫۲۴ کیلومتر مربع مساحت و ۲۷۴ نفر جمعیت دارد و ۲۸۰ متر بالاتر از سطح دریا واقع شده‌است.